# Afroneta bamilekei
Afroneta bamilekei é uma espécie de aranhas da família Linyphiidae encontradas nos Camarões. Foi descrita pela primeira vez em 1988.